# 다이후쿠 밀약
다이후쿠 밀약(大福密約)은 1976년 자유민주당 총재 선거를 앞두고 자민당의 유력 국회의원인 오히라 마사요시와 후쿠다 다케오 사이에 맺어졌다고 하는 밀약이다.

## 경위와 내용
말 그대로 비밀리에 합의한 내용이라서 경위도 내용도 주장하는 사람마다 조금씩 다르다. 아래의 내용은 주로 오히라파의 주장에 따른 것이다.
1976년 당시 총재였던 미키 다케오가 록히드 사건에 연루된 다나카 가쿠에이를 구속하자 이에 반발한 비주류 파벌(다나카파, 오히라파, 후쿠다파, 후나다파, 미즈타파, 시나파)이 거당체제확립협의회(거당협)를 결성하여 미키의 퇴진을 꾀했다. 이러한 일련의 움직임을 미키 끌어내리기라 하는데 이때 미키의 후임으로 유력시된 인물이 후쿠다와 오히라였다. 그런데 두 사람은 미키를 퇴진시키는 것에는 합의했지만 누가 후임이 될 지 정하지 못해 이 문제를 매듭짓고자 시나가와에 있는 호텔 퍼시픽 도쿄에서 두 차례 밀회했다. 사토파에 속하는 호리 시게루가 밀회에 참여하여 중재했는데 호리는 '오히라가 대장성 선배인 후쿠다에게 양보하는 것이 좋겠다'고 제안했고 오히라가 이를 받아들이면서 조정이 이루어졌다. 10월 27일에 문서를 작성했고 당사자인 후쿠다, 오히라와 입회자인 소노다 스나오, 스즈키 젠코가 서명과 수결(手決)을 했다. 내용은 다음과 같다고 한다.
하나. 미키의 후임 총재 및 수반 지명 후보로는 오히라 마사요시 씨와 후쿠다 다케오 씨를 추천한다.
하나. 총리와 총재는 분리하지 않지만 당무는 오히라 마사요시 씨에게 맡긴다.
하나. 1977년 1월 정기 당대회에서 당칙을 수정하여 총재 임기를 3년에서 2년으로 한다.
이상의 내용에 대해서 후쿠다, 오히라 두 사람은 상호 신뢰 하에 합의하였다.
1976년 11월

총재 및 총리직에 의욕을 보인 오히라가 후쿠다에게 이를 양보하면서 총재 임기를 3년에서 2년으로 줄인 것은 일반적으로 후쿠다가 임기 2년을 끝낸 뒤 재선에 나서지 않고 오히라에게 정권을 양보하는 것으로 해석된다. 소노다는 2년 뒤 오히라 정권의 수립을 위해 노력할 것을 약속받은 셈이라고 인식했다고 하며 스즈키도 암묵적으로 2년 뒤에 오히라에게 양도하는 것이 되었다고 말했다. 그런데 이런 내용을 합의문에서 명확히 규정하지 않은 것은 후쿠다가 '2년 뒤 오히라에게 정권을 양도한다'는 문구를 넣을 것을 먼저 제안했지만 오히라가 후쿠다를 믿으므로 그렇게 할 필요가 없다고 하여 넣지 않았다고 한다.
미키는 전후 첫 임기 만료에 의한 선거를 치렀는데 자민당은 창당 이래 처음으로 과반수를 차지하지 못하는 참패를 기록했고 12일 뒤 미키는 퇴진했다. 12월 23일 밀약에 따라 후쿠다는 무투표로 자민당 총재로 당선됐고 간사장에 오히라를 지명했다. 다음날 내각총리대신으로 선출되었으며 소노다를 내각관방장관에 기용했다.
하지만 2년이 지난 뒤 후쿠다는 오히라에게 정권을 넘겨주길 거부하고 총재 선거에 출마했다. 후쿠다는 이때 세간에 떠도는 밀약은 존재하지 않는다고 하였으며 후쿠다의 측근인 소노다도 위에서 언급한 밀약은 있지만 정권을 넘기겠다는 합의는 없었다고 주장했다. 그러나 1978년 자민당 총재 선거를 앞두고 예비선거에서 후쿠다는 다나카의 지원을 받은 예상을 뒤엎고 오히라에게 패배했고 결국 본선거를 사퇴했다. 이때 후쿠다는 "국민의 소리는 하늘의 소리라고 하지만 하늘의 소리에도 이상한 소리가 가끔씩 있다"는 의미심장한 말을 했다. 당시 병상에 있던 호리는 자신의 역부족으로 일어난 일이라며 사과하면서 조정을 포기했다.
후쿠다와 오히라의 대립은 1979년 총리 지명 투표까지 이어졌다. 일본사회당, 공명당, 민사당 등 야3당이 손을 잡고 오히라 내각을 불신임하자 오히라는 중의원을 해산해버렸는데 자민당의 의석 수가 다시 과반수를 밑돈 것이다. 후쿠다는 오히라의 사퇴를 요구했지만 오히라는 이를 일축했고 이에 총리 지명 투표에서 오히라와 후쿠다 등 자민당에서 후보가 두 명이 나오는 이례적인 상황이 연출됐다. 결선투표까지 가서야 겨우 오히라의 승리로 끝났지만 그 여파는 쉽게 가라앉지 않아 이른바 40일 항쟁을 초래했다. 다음해인 1980년 오히라 내각이 다시 불신임되자 오히라도 중의원을 또 해산하는 것으로 맞섰는데 이때 선거를 앞두고 오히라가 급사하면서 자민당은 예상 외의 대승을 거두었고 비로소 오히라와 후쿠다의 대립도 끝이 났다.

## 밀약서는 실재하는가?
회담에 입회했던 스즈키는 "그것을 문장으로 하여 서명 날인한 것이 어딘가에 지금도 보관되어 있다"고 말했고 오히라의 사위인 모리타 하지메도 "서면을 봤다"고 주장하는 등 오히라파 의원들은 밀약서가 존재했다고 주장했다.
반면 후쿠다 다케오의 장남 후쿠다 야스오는 "그런 건 없었다. 어떤 사람(소노다)의 발언 하나로 순식간에 진짜인 것처럼 퍼졌을 뿐이다. 후쿠다 (다케오)도 확실히 없다고 말했다"며 밀약 자체를 부정했다. 그는 "후쿠다 정권은 순조롭게 실적을 올리고 있었고 교체되어야 할 이유가 없었다. 후쿠다는 '양보할 때는 오히라 씨'라는 생각을 가지고 있었다. 나이도 있고 언제까지고 수상을 하겠다곤 생각하지 않았다"고 주장했다.
주간지 「요미우리 위클리」가 2004년 다이후쿠 밀약 각서의 내용을 공개했다. 이 각서는 소노다의 차남 소노다 히로유키가 소지하고 있던 것으로 굉지회의 편지지에 '후쿠다·오히라 양해 사항'이라고 기재되어 있었다. 공개된 각서에 대해 산케이 신문의 이마호리 모리미치가 서명의 필적이 모두 같으며 수결이 후쿠다의 것과 일치하지 않는다는 점을 이상하게 여겨 소노다 히로유키를 취재해보니 각서를 보관했던 것은 어머니였고 히로유키 자신도 이 각서를 진짜라고 생각하지 않았다는 점이 드러났다. 또한 히로유키는 각서를 중요하게 여기지도 않아 이마호리가 취재를 할 당시에는 이미 분실한 뒤였다고 한다.

## 참고 문헌
- 이토 마사야 (1982년 8월 30일). 《自民党戦国史―権力の研究》 [자민당 전국사 - 권력의 연구]. 아사히 소노라마. ISBN 978-4257031635.